# Richard Haša
Richard Haša (* 27. März 1970 in Bratislava) ist ein ehemaliger slowakischer Fußballspieler und derzeitiger Trainer. 

## Karriere
Richard Haša begann seine Profikarriere 1990 beim slowakischen Erstligisten Spartak Trnava, bei dem er bereits zuvor in der Jugend spielte und auch reguläre Spiele bestritt, beispielsweise in Hurbanovo. 1995 wechselte er damaligen slowakischen Erstligisten FC Nitra, für den er 1998 im Erstligaspiel gegen den MFK Ružomberok ein Tor schoss. 1999 setzte Haša seine Karriere in Deutschland fort, wo er bei den Sportfreunden Siegen in der Regionalliga unter Vertrag stand. Bis 2001 bestritt Haša 32 Spiele und erzielte zwei Tore. 
Anschließend zog er nach Darmstadt um und spielte von nun an für den SV Darmstadt 98. Haša absolvierte für die Lilien insgesamt 107 Regionalliga-Spiele und erzielte dabei vier Tore. Ab 2005 war Haša zudem auch als Co-Trainer aktiv. Weil der Verein ihn aufgrund der schlechten finanziellen Lage nach dem Abstieg in die Oberliga nicht mehr ausreichend bezahlen konnte, musste er die Lilien 2007 verlassen.
Haša engagierte sich zunächst als Spielertrainer beim 1. FCA Darmstadt in der Gruppenliga Darmstadt (bis 2008 Bezirksoberliga genannt) und bekleidete vom 1. August 2009 bis zum 30. Juni 2012 das Amt des Cheftrainers seines Vereins. Haša betreibt gemeinsam mit Gerhard Kleppinger eine Fußballschule und arbeitet als Sportlehrer bei remedia. Seit der Saison 2012/13 ist er als Nachfolger von Tuncay Nadaroglu Trainer der U19 des SV Darmstadt 98. Nach zwei Saisons bei der SG Arheilgen, heuerte er zur Saison 2018/19 beim Traditionsclub SC Viktoria Griesheim an.